# Войната на копчетата (филм, 1994)
„Войната на копчетата“ (на английски: War of the Buttons) е приключенски филм от 1994 г. на режисьора Джон Робъртс. Сценарият на Колин Уеланд е базиран на едноименния роман, написан от Луи Перго от 1912 г.